# Gomila (gmina Mirna)
Gomila – wieś w Słowenii, w gminie Mirna. W 2018 roku liczyła 79 mieszkańców.